# Szöllősi János
Szöllősi János (Debrecen, 1953. január 29. –) Széchenyi-díjas magyar vegyész, biológus, biofizikus, a Magyar Tudományos Akadémia rendes tagja, a Debreceni Egyetem Általános Orvostudományi Kar Biofizikai és Sejtbiológiai Intézete Biofizikai Tanszékének egyetemi tanára, majd professzor emeritusa.

## Életpályája
1976-ban végzett a Kossuth Lajos Tudományegyetem vegyészeti szakán. 1977-től a Debreceni Orvostudományi Egyetem Biofizikai Intézetének tanársegédje, adjunktusa és docense volt. 1982-ben Göttingenben volt tanulmányúton. 1985–1990 között, valamint 1993-ban San Franciscóban volt tanulmányúton.
1985-ben a biológiai tudományok kandidátusa, 1992-ben doktora lett. 
1995-ben habilitált a Debreceni Orvostudományi Egyetemen. 1997-től a Debreceni Orvostudományi Egyetem Biofizikai és Sejtbiológiai Intézetének egyetemi tanára. 1999–2009 között a Debreceni Egyetem Orvos- és Egészségtudományi Centrum (DEOEC) Biofizikai és Sejtbiológiai Intézete Biofizikai Tanszékének vezetője volt, 2009–2017 között az intézet igazgatója volt.
2001–2007 között a Magyar Tudományos Akadémia közgyűlési képviselője volt; a Biofizikai Bizottság tagja. 2012-től kutatócsoport-vezető a Magyar Tudományos Akadémia-Debreceni Egyetem (MTA-DE) Sejtbiológiai és Jelátviteli Kutatócsoportjánál. 2016-ban lett a Magyar Tudományos Akadémia levelező tagja. 2022-ben a Magyar Tudományos Akadémia rendes tagjává választották.
Kutatási területe az MHC antigének szerepe sejtfelszíni fehérjék topológiai eloszlásában.

## Művei
- Simultaneous fluorescence labeling of human fibroblast cells with fluorescamine and propidium iodide. An energy transfer study (1978)
- Accessibility of cell surface thiols in human lymphocytes is altered by ionophores or OKT-3 antibody (1986)
- Mobility and Proximity in Biological Membranes (1994)
- Hydrocarbon uptake by Streptomyces (1998)
- A modern sejtanalitika módszertana (2002)
- Modern sejtanalitikai módszerek (2004)
- Orvosi biofizika (2006-2007)
- Research imaging cytometer as an instrument for studying endometrial tissue sections (2007)
- Biophysik für Mediziner (2008)
- Medical biophysics (2009)
- rFRET: A comprehensive, Matlab-based program for analyzing intensity-based ratiometric microscopic FRET experiments (2016)

## Díjai
- Akadémiai díj (1989)[6]
- Pro Scientia díj (1991)
- Széchenyi professzor-ösztöndíj (1998-2001)
- Distinguished Service Award (2011)
- Went István-emlékérem (2014)[7]
- Apáczai Csere János-díj (2014)
- Ipolyi Arnold-díj (2014)
- Széchenyi-díj (2021)[8]